# Stéphane Richard
Stéphane Richard   (Caudéran, 24 d'agost de 1961) és un empresari francès.
És un empresari francès que ocupa el càrrec de CEO i president de la xarxa mòbil global Orange des del 2011. El desembre de 2021 va renunciar als dos càrrecs de president i conseller delegat del grup i serà substituït el 31 de gener de 2022.

## Carrera
Fill d'un enginyer de mines i net d'un pastor, Richard va néixer a Caudéran, al departament de Gironda d'Aquitània (sud-oest de França), el 24 d'agost de 1961. Va estudiar a HEC Paris i a l'Escola Nacional d'Administració d'Estrasburg.
Richard va fer fortuna mitjançant la participació en la compra palanca de Nexity, una filial de promoció immobiliària de Compagnie Générale des Eaux, el grup al qual es va unir el 1992.
De 2007 a 2009, Richard va ser cap de gabinet de Christine Lagarde, aleshores ministra francesa d'Economia, Indústria i Ocupació.
Richard es va incorporar a Orange el setembre de 2009, convertint-se en director general adjunt. Va ser nomenat conseller delegat d'Orange S.A. l'1 de març de 2011. El 2019, Orange va votar per renovar el seu mandat. A Richard, un director general popular, se li atribueix la millora dels ingressos i la quota de mercat en el competitiu mercat francès de telecomunicacions i de la restauració de les relacions amb els sindicats després que una onada de suïcidis va sacsejar la companyia.
A finals de 2021, Richard va anunciar la seva intenció de romandre en el seu càrrec per un quart mandat després que el seu mandat expirés el maig de 2022. Quan va rebre una condemna d'un any de presó suspesa en un cas de frau a França no relacionat amb l'empresa, va lliurar-lo. la seva dimissió el novembre de 2021.
El novembre de 2021 va ser condemnat per complicitat en frau i abús de fons públics en el cas d'arbitratge Crédit Lyonnais i va anunciar que dimitirà com a conseller delegat d'Orange S.A.